# Hugo Schultz (Landrat)
Hugo Schultz (* 13. August 1835; † 26. März 1905 in Potsdam) war ein deutscher Verwaltungsbeamter, der als preußischer Regierungspräsident in Hildesheim (1882–1899) und Landrat wirkte.

## Leben
Schultz promovierte an der philosophischen Fakultät der Universität Gießen im Jahr 1857. 1858 war er als Regierungsreferendar bei der Bezirksregierung Königsberg beschäftigt und 1861 als Regierungsassessor bei der Bezirksregierung Gumbinnen. 1864 wurde Schultz zum Landrat des Kreises Memel ernannt. 1868 wechselte er als kommissarischer Landrat in den Kreis Posen. 1869 wurde er zum Kreishauptmann in Lehe ernannt. Seit 1875 wirkte Schultz als Polizeipräsident in Danzig. 1882 bis 1899 war er im Regierungsbezirk Hildesheim als Regierungspräsident im Amt.
Von 1866 bis 1870 war Schultz Abgeordneter im Preußischen Abgeordnetenhaus.